# 6229 Tursachan
6229 Tursachan este un asteroid din centura principală de asteroizi.

## Descriere
6229 Tursachan este un asteroid din centura principală de asteroizi. A fost descoperit pe 4 noiembrie 1983 la Stația Anderson Mesa de Brian A. Skiff. El prezintă o orbită caracterizată de o semiaxă mare de 3,08 ua, o excentricitate de 0,18 și o înclinație de 1,6° în raport cu ecliptica.